# 艾希湖
47°40′53″N 11°19′55″E / 47.6813000°N 11.3319167°E

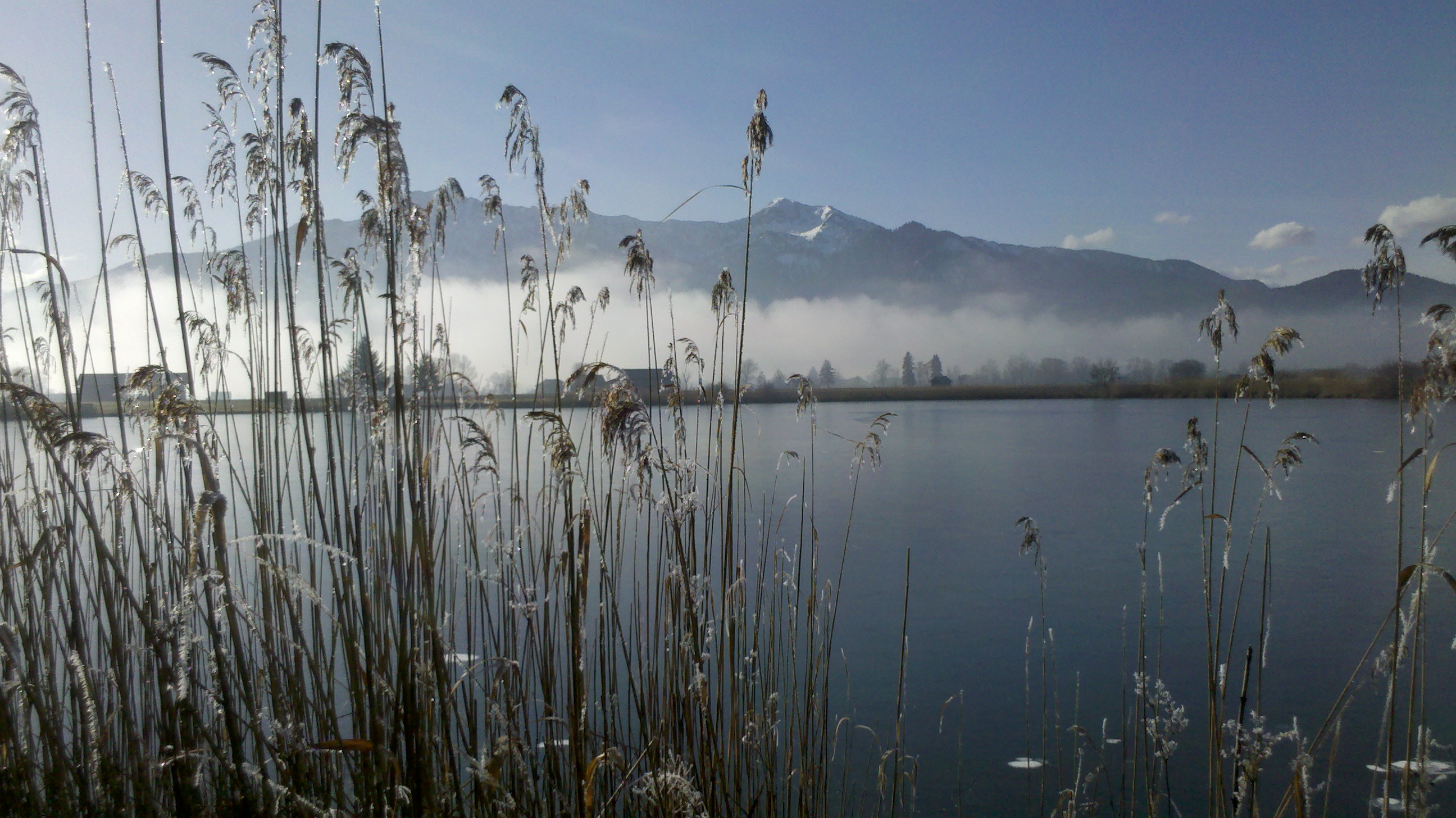

艾希湖（德語：Eichsee），是德國的湖泊，位於該國東南部，由巴伐利亞州負責管轄，長0.3公里、寬0.2公里，面積0.05平方公里，海拔高度603米，最大水深4.1米，湖岸線長度0.9公里。